# Dècada del 590 aC

## Esdeveniments
- 598 aC - Nabucodonosor II (rei de Babilònia) nomena Sedecies com a rei de Judà.
- 597 aC - Nabucodonosor II ocupa Jerusalem
- 594 aC - Reforma de la constitució d'Atenes.